# Зноско-Боровський Олександр Федорович
Олекса́ндр Фе́дорович Зноско́-Боро́вський (* 27 (14) лютого 1908, Київ — † 8 березня 1983, Київ) — український композитор, заслужений діяч мистецтв УРСР (1979), нагороджений медалями.

## Біографія
Протягом 1925—1927 років навчався в Київській музичній профшколі по класу скрипки у Я. С. Магазинера.
1932 року закінчив Київський музично-драматичний інститут ім. М. В. Лисенка. Учень Л. Ревуцького.
В 1931—1941 роках працював консультантом Київської кіностудії художніх фільмів — з 1941 в Ашхабаді.
У 1942—1945 роках служив в рядах радянської армії.
У 1945—1963 роках завідував редакцією музики видавництва «Мистецтво» (Київ).
З 1963 року перебував на творчій роботі.
В 1946—1968 був членом правління спілки композиторів України, входив до складу ревізійної комісії, згодом головою правління Українського відділу Музфонду СРСР — в 1958—1968 роках.
Є автором балету «Акпамик» (у співавторстві з Велі Мухатовим), низки симфонічних творів, в тому числі 3 симфоній, великої кількості камерно-інструментальних, камерно-вокальних та хорових творів. Використовував елементи українського та туркменського музичного фольклору. Автор музикознавчих праць.
Донька - відомий український музикознавець і педагог Лідія Кухтіна.

## Твори
- Балет «Акпамик» (у співпраці з туркменським композитором Велі Мухатовим, 1945)

Симфонічні твори:
- Симфонія № 1 (1958)
- Симфонія № 2, тв. 30 (1960) — «Джан-Туркменистан»,
- Симфонія № 3, тв. 39 (1967)
- Концерт для скрипки з оркестром, тв. 26 (1951—1955)
- Концерт для віолончелі з оркестром, тв. 43 (1968-69)
- Концерт для тромбону з оркестром тв. 53 (1975)
- Концерт для валторни з оркестром, тв. 54 (1975)
- Симфонічна поема «Кос-Арал», тв. 33 (1963)
- Симфонічна картина «Біля Мавзолею», тв. 45 (1969)
- Увертюри:
  - «Російська», тв. 10 (1931—1933)
  - «Привітальна», тв. 24 (1949)
  - «Свято дружби» (1964)
  - «Молодіжна» (1970)
  - «Піонерська» (1970)

Серед камерно-інструментальних творів:
- композиції для струнного квартету
- три сонати для скрипки-соло
- дві сонати для скрипки і віолончелі
- сюїти для скрипки і фортепіано
- твори для камерного оркестру

Серед камерно-вокальних та хорових творів:
- Вокальний цикл «Вірність» на слова В. Сосюри, тв. 16 (1939—1962)
- Урочиста кантата «Наша перемога» на слова О. Суркова та А. Софронова, тв. 21 (1946—1947),

- музика до радіопостановок та мультиплікаційних фільмів.